# ウエルバ
ウエルバ（Huelva (アメリカ: [ˈhwɛlvə] WHEL-və, スペイン語: [ˈwelβa] ( 音声ファイル), スペイン語発音: [ˈɡweɾβa])）は、スペイン・アンダルシア州ウエルバ県のムニシピオ（基礎自治体）。ウエルバ県の県都である。

## 歴史

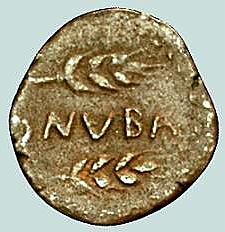
「Onuba」と書かれたローマ時代の硬貨

古代ローマ時代には、アナス川（現在のグアディアナ川）とバエティス川（現在のグアダルキビール川）の中間にある港町であった。ルクシア川（現在のオディエル川）の河口に位置し、アナス川の河口からアウグスタ・エメリタ（現在のメリダ）に向かう道路沿いにあった。
ウエルバはフェニキア人によって築かれ、「オノバ」と呼ばれた。ギリシア人はその名前を受け継ぎ、Ὄνοβαと記した。ローマに征服されたときはトゥルデナニ人が支配していた。ローマ時代には「オノバ・アエストゥスアリア」とも、単に「オノバ」または「オヌバ」（硬貨に刻まれた）とも呼ばれている。ローマはウエルバを属州ヒスパニア・バエティカに編入した。現在でもローマの遺跡、特に水道が残っている。「オヌバ」の市名を印した古代の硬貨がよく見つかる。
その後、この地を征服したアラブ人は「ワルバー」と呼んだ。
1755年に起きたリスボン地震では大きな被害を受けた。
2005年10月に、ハリケーン・ヴァンスはちょうどウエルバの海岸に上陸した。スペインに上陸した最初のハリケーンとなったが、死傷者や被害はなかった。
ウエルバをホームとするレクレアティーボ・ウエルバは、1889年に設立されたスペインで最も古いサッカークラブである。

## 地理

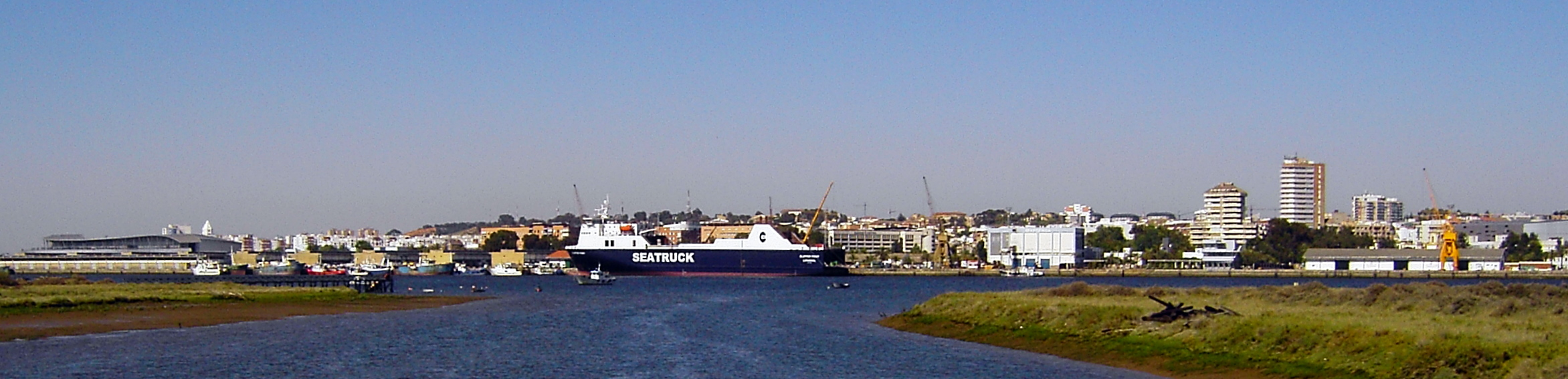
ウエルバ港のパノラマ写真

ウエルバはカディス湾に面し、オディエル川とティント川の合流点に形成された都市であり、ウエルバ港を擁する。また、アンダルシア州の州都であるセビリアとは鉄道路線で結ばれており、ウエルバ駅が設置されている。

## 気候
| ウエルバの気候                        | ウエルバの気候 | ウエルバの気候 | ウエルバの気候 | ウエルバの気候 | ウエルバの気候 | ウエルバの気候 | ウエルバの気候 | ウエルバの気候 | ウエルバの気候 | ウエルバの気候 | ウエルバの気候 | ウエルバの気候 | ウエルバの気候 |
| 月                                    | 1月            | 2月            | 3月            | 4月            | 5月            | 6月            | 7月            | 8月            | 9月            | 10月           | 11月           | 12月           | 年             |
| ------------------------------------- | -------------- | -------------- | -------------- | -------------- | -------------- | -------------- | -------------- | -------------- | -------------- | -------------- | -------------- | -------------- | -------------- |
| 最高気温記録 °C （°F）                | 24.6 (76.3)    | 27.6 (81.7)    | 31.0 (87.8)    | 33.0 (91.4)    | 38.9 (102)     | 40.6 (105.1)   | 43.9 (111)     | 43.4 (110.1)   | 42.0 (107.6)   | 34.7 (94.5)    | 28.4 (83.1)    | 24.6 (76.3)    | 43.9 (111)     |
| 平均最高気温 °C （°F）                | 16.2 (61.2)    | 17.8 (64)      | 20.7 (69.3)    | 22.0 (71.6)    | 25.2 (77.4)    | 29.0 (84.2)    | 32.7 (90.9)    | 32.4 (90.3)    | 29.4 (84.9)    | 24.9 (76.8)    | 20.0 (68)      | 16.9 (62.4)    | 23.9 (75)      |
| 日平均気温 °C （°F）                  | 11.0 (51.8)    | 12.4 (54.3)    | 14.7 (58.5)    | 16.1 (61)      | 19.2 (66.6)    | 22.8 (73)      | 25.8 (78.4)    | 25.8 (78.4)    | 23.4 (74.1)    | 19.5 (67.1)    | 14.9 (58.8)    | 12.3 (54.1)    | 18.2 (64.8)    |
| 平均最低気温 °C （°F）                | 5.9 (42.6)     | 7.0 (44.6)     | 8.8 (47.8)     | 10.3 (50.5)    | 13.2 (55.8)    | 16.6 (61.9)    | 18.9 (66)      | 19.1 (66.4)    | 17.3 (63.1)    | 14.1 (57.4)    | 9.8 (49.6)     | 7.6 (45.7)     | 12.4 (54.3)    |
| 最低気温記録 °C （°F）                | −3.2 (26.2)    | −2.2 (28)      | −1.2 (29.8)    | 1.6 (34.9)     | 5.8 (42.4)     | 8.4 (47.1)     | 12.4 (54.3)    | 14.0 (57.2)    | 10.0 (50)      | 6.6 (43.9)     | 0.8 (33.4)     | −2.2 (28)      | −3.2 (26.2)    |
| 降水量 mm （inch）                    | 71 (2.8)       | 50 (1.97)      | 38 (1.5)       | 48 (1.89)      | 29 (1.14)      | 8 (0.31)       | 3 (0.12)       | 4 (0.16)       | 26 (1.02)      | 68 (2.68)      | 79 (3.11)      | 99 (3.9)       | 525 (20.67)    |
| 平均降水日数 （≥1mm）                 | 7              | 6              | 4              | 6              | 4              | 1              | 0              | 0              | 2              | 6              | 6              | 8              | 52             |
| % 湿度                                | 77             | 74             | 68             | 65             | 62             | 57             | 51             | 55             | 61             | 69             | 73             | 78             | 66             |
| 平均月間日照時間                      | 165            | 171            | 229            | 255            | 296            | 341            | 367            | 340            | 268            | 211            | 176            | 151            | 2,970          |
| 出典：Agencia Estatal de Meteorología |                |                |                |                |                |                |                |                |                |                |                |                |                |

## 人口
| ウエルバの人口推移 1900－2010                            |
|                                                          |
| 出典：INE（スペイン国立統計局）1900年 - 1991年、1996年 - |

## コロンブス

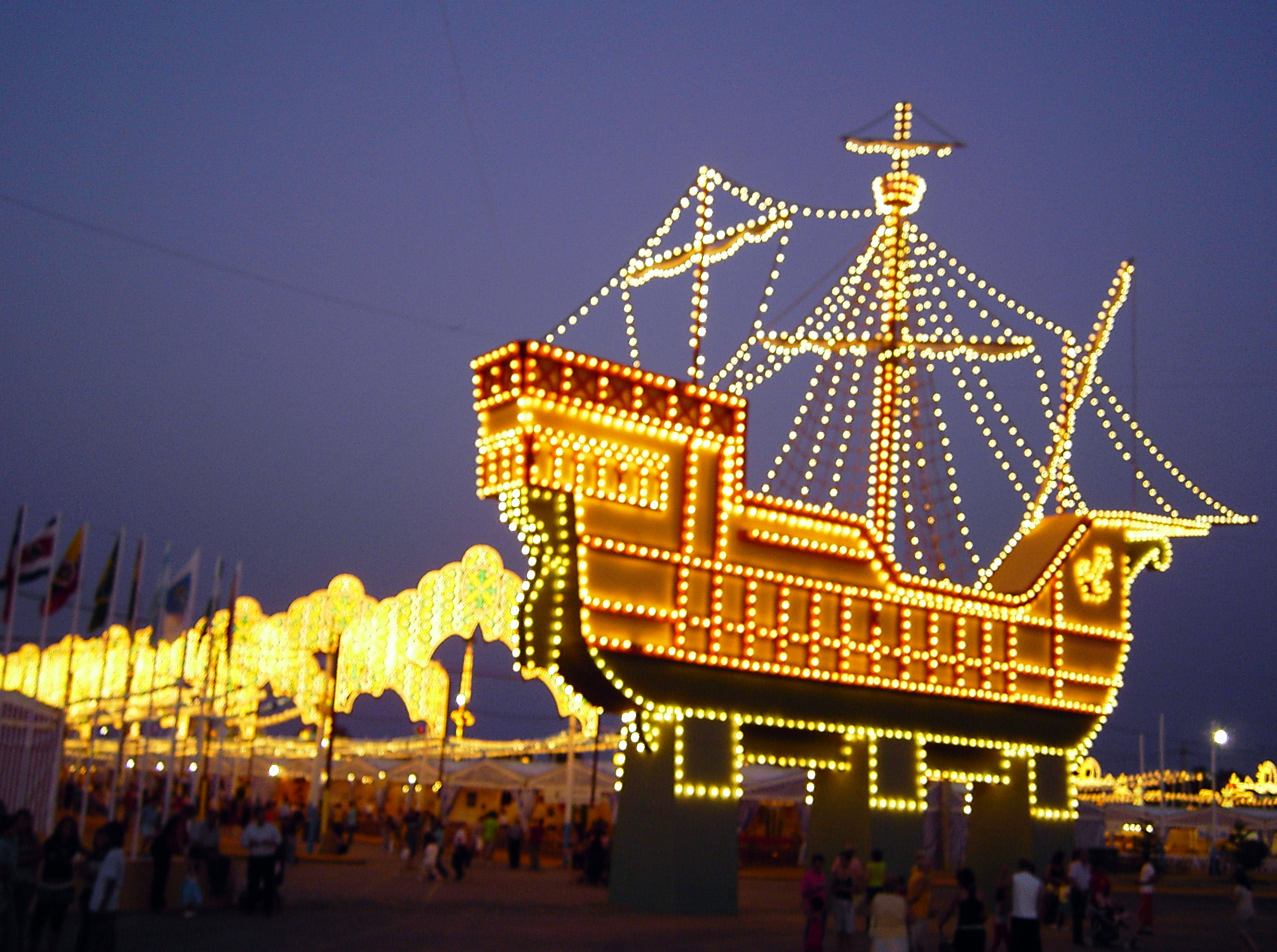
コロンブス記念祭2007

ウエルバ県の観光名所は、クリストファー・コロンブスの史跡である。史跡は、ウエルバ、モゲール、パロス・デ・ラ・フロンテーラおよびラビダ修道院にある。修道院は、コロンブスがフランシスコ会に援助を求めた場所である。フランシスコ会はコロンブスを地元の金持ちの船乗りピンソン兄弟や、フェルナンド2世とイサベル1世に紹介した。
そうした交渉により、援助や地元の乗員（船長を含む）を得て、コロンブスは最初の航海の準備を整えることができた。コロンブスはウエルバの船乗りアロンソ・サンチェスと相談して最終的なルートを決めたと仮定されている。
コロンブスはこの地でアイデアや理論を交換し、当時のヨーロッパの権威には拒否されていた政治的、経済的な支援を得ることができた。

## ギャラリー

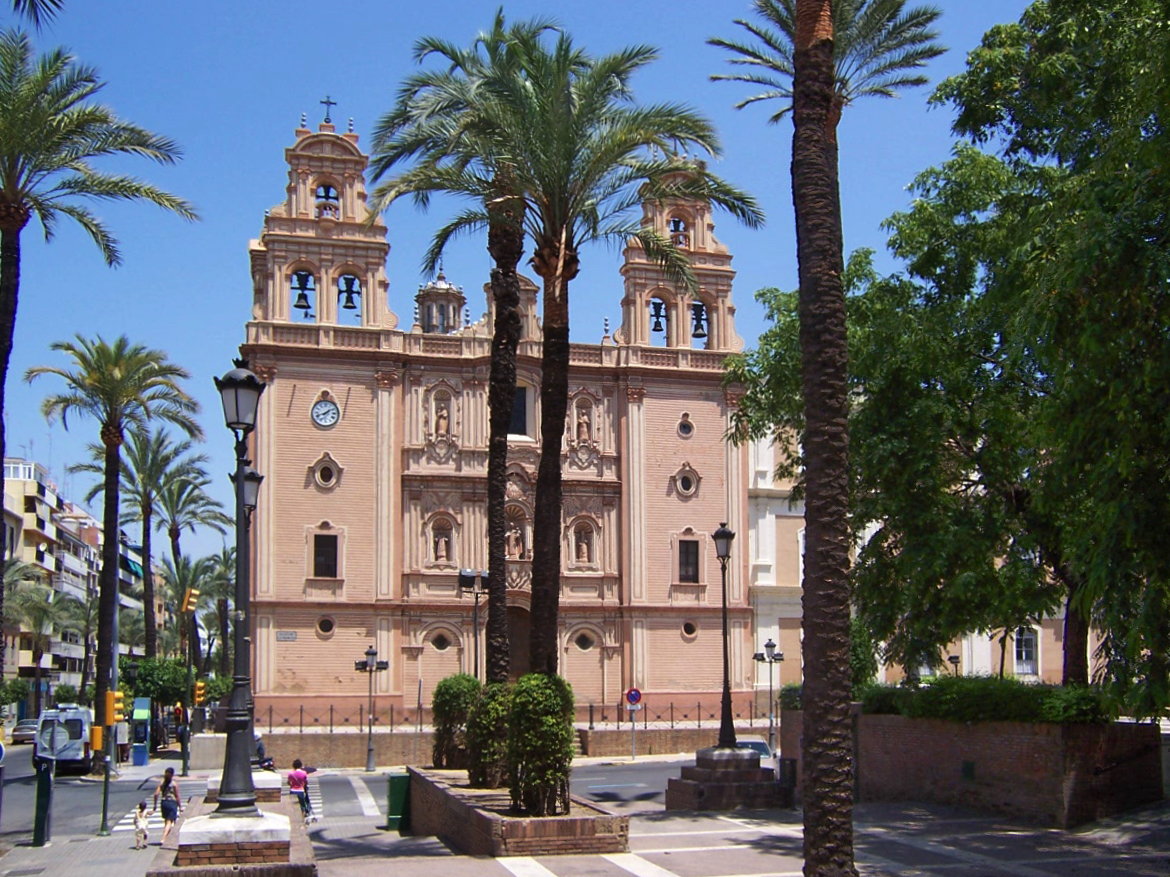
ウエルバの教会
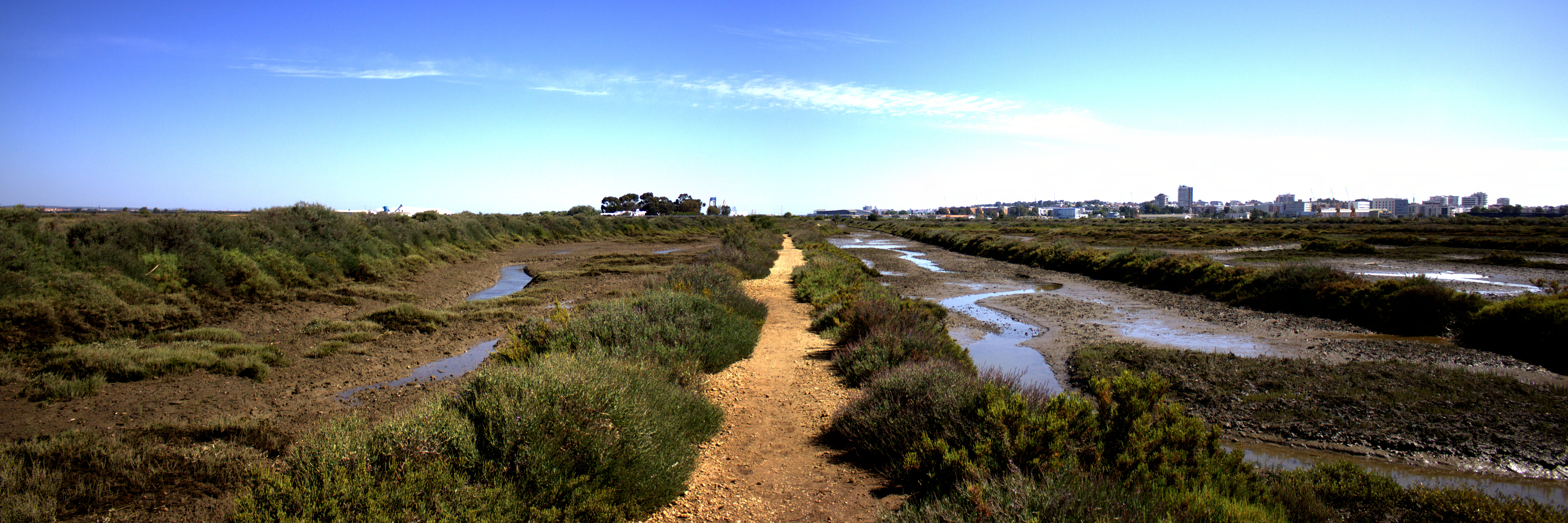
ウエルバ市街地（右）近くの湿地
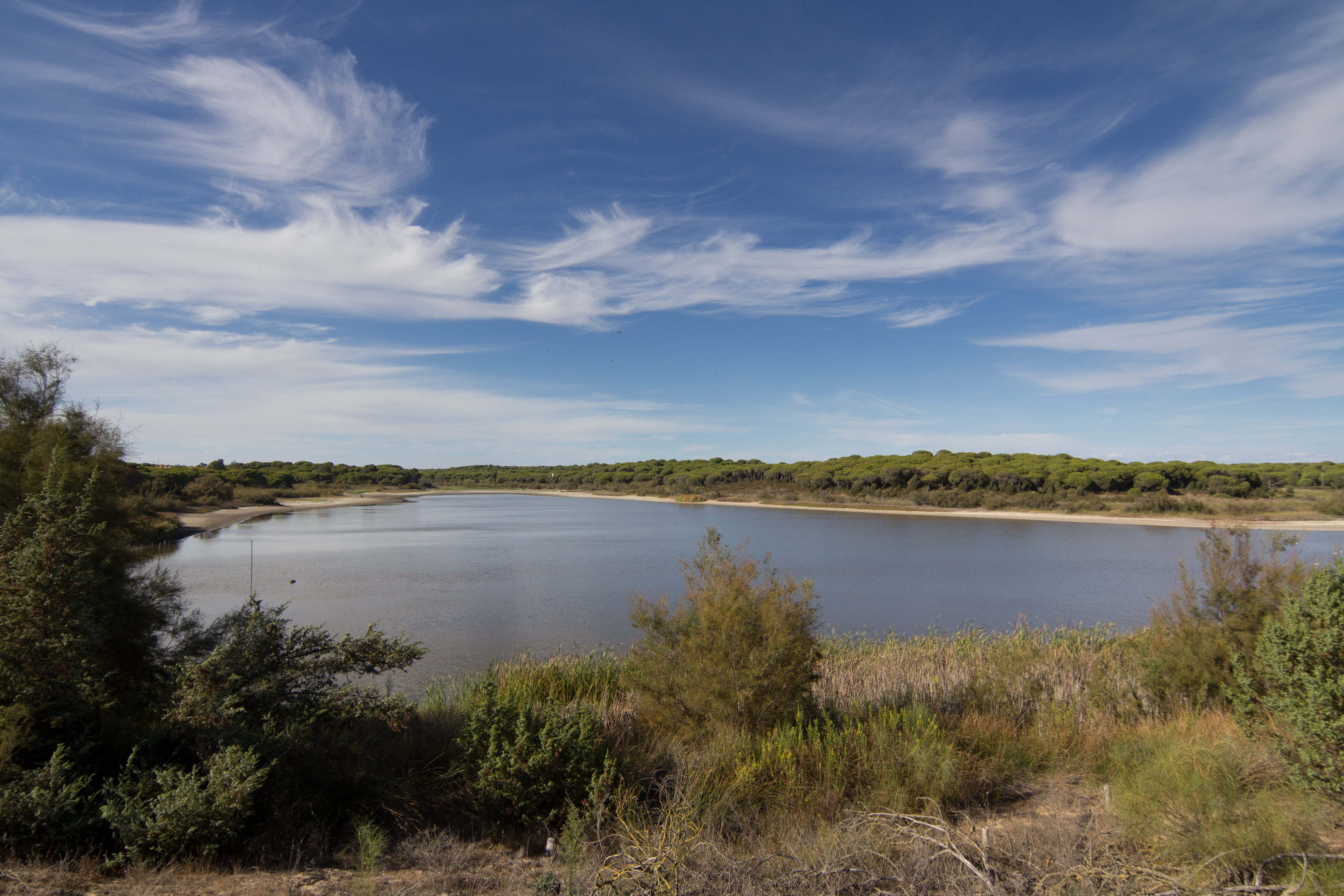
ウエルバ近くのポルティル湖

## 姉妹都市
- ファロ、ポルトガル
- ヒューストン、アメリカ合衆国
- カディス、スペイン
- ジェノヴァ、イタリア